# Severino Barros de Lis
Severino Barros de Lis (Cotobad, 1887-Madrid, 9 de mayo de 1939) fue un jurista y político español.

## Biografía
Severino Barros de Lis nació en la población pontevedresa de Cotobad  (España) en 1887. Realizó estudios de Derecho y llevó a cabo su labor profesional como jurista. Se trasladó a vivir a Madrid donde se casó con Carmen Gaspar. Ganó la oposición a la Judicatura y a la de Secretarios judiciales. Desarrolló su labor profesional como juez en varias localidades españolas y como secretario judicial en la Audiencia de Burgos. Finalmente desempeñó  la secretaría de la Sala Tercera del Tribunal Supremo de España.Como gallego ilustre en Madrid tuvo mucha actividad con los que residían allí, siendo vicepresidente de la asociación de gallegos en Madrid “El Lar Gallego”, principal centro cultural y recreativo, y nexo de unión de los gallegos en la capital.
En los años de la Segunda República española desarrolló una actividad política que le llevaría a ser incluido en las listas de la CEDA para las Elecciones a Cortes de 1933 y de 1936 por la circunscripción de Pontevedra. Siendo elegido en ambas ocasiones. Estaba en Madrid al comenzar la Guerra Civil y fue detenido por ser diputado de la CEDA. Falleció pocos días después de finalizada la contienda el 9 de mayo de 1939 en Madrid a los cincuenta y dos años de edad.

### Trayectoria profesional
Habiendo estudiado Derecho, se presentó y ganó las oposiciones a Judicatura y a Secretario Judicial. Fue juez de Primera Instancia de Viella, Fuentesáuco, Iznalloz, Bermillo de Sayago (1916) y de Santa María de Nieva. Asimismo fue secretario de sala de la Audiencia Territorial de Burgos y finalmente secretario de la Sala de lo Contencioso Administrativo del Tribunal Supremo de España. El 19 de agosto de 1936 fue cesado como secretario de Sala del Tribunal Supremo por no considerársele afecto a la República.

### Trayectoria política
La actividad política de Severino Barros de Lis viene marcada por sus convicciones religiosas y su compromiso humano y social.[cita requerida] En primer lugar se desarrolló en oposición a las corrientes marxistas de la época, y en otro plano en la defensa de agricultores, ganaderos y pescadores. Defendió los intereses de los gallegos y tuvo una inquietud importante por la educación y creación de escuelas. Todo lo cual se deduce de sus innumerables intervenciones en las Cortes.
En 1933 su actividad le llevaría a ser incluido en las listas de la Unión de Derechas por la provincia de Pontevedra a las Elecciones a Cortes de 1933. Salió elegido diputado como popular agrario. En este periodo legislativo fue designado miembro de la Comisión permanente de Justicia de las Cortes.
Durante la legislatura fue muy activo en enmiendas, votos particulares e intervenciones, defendiendo a los agricultores, ganaderos y pescadores, buscando entre otros el transporte barato a los mercados de Madrid desde las zonas de producción. También tuvo interés especial en todas las políticas concernientes a Galicia.
Participó en la candidatura de la CEDA por Pontevedra en las elecciones a Cortes de 1936 siendo elegido diputado. En esta legislatura siguió realizando una intensa labor parlamentaria y política.
Como consecuencia de su filiación política[cita requerida] fue detenido en Madrid comenzada la Guerra Civil aun siendo diputado democráticamente elegido. Falleció días después de acabar la guerra, el 9 de mayo de 1939, en el mismo Madrid.